# Блис Корнер (Масачусетс)
Блис Корнер (енгл. Bliss Corner) насељено је место без административног статуса у америчкој савезној држави Масачусетс.

## Демографија
По попису из 2010. године број становника је 5.280, што је 186 (-3,4%) становника мање него 2000. године.
| Група             | 2000.         | 2010.         |
| Белци             | 5.157 (94,3%) | 4.941 (93,6%) |
| Афроамериканци    | 38 (0,7%)     | 42 (0,8%)     |
| Азијати           | 54 (1,0%)     | 70 (1,3%)     |
| Хиспаноамериканци | 51 (0,9%)     | 69 (1,3%)     |
| Укупно            | 5.466         | 5.280         |